# Joris Mathijsen
Joris Mathijsen (* 5. dubna 1980, Goirle) je nizozemský fotbalový obránce v současnosti hájící barvy rotterdamského klubu Feyenoord.

## Klubová kariéra
Ve velmi krátkém čase se stal Mathijsen jedním z nejlepších nizozemských obránců a trenér reprezentace Marco van Basten začal budovat nizozemskou obranu s ním v základní sestavě. V roce 2004 ho koupil z Willem II Tilburg jiný nizozemský klub AZ Alkmaar a Mathijsen začal fotbalově růst.
Jeho dosavadním největším úspěchem je s Alkmaarem semifinále Poháru UEFA v sezóně 2004/05, ale právě v něm si přivodil velké zranění kolena, které jej vyřadilo na půl roku ze hry. Po zranění se opět dostal do formy.
V létě 2006 se rozhodl opustit AZ Alkmaar a vyzkoušet zahraniční angažmá, přestoupil do německého mužstva Hamburger SV, kde v roce 2008 podepsal prodloužení kontraktu až do léta 2012.
Nicméně v červnu 2011 Hamburg opouští a přestupuje do španělského klubu hrajícího nejvyšší soutěž Primera División Málaga CF.

### Feyenoord
V létě 2012 se jej Málaga pokusila nabídnout k prodeji a několik nizozemských klubů včetně Ajaxu a Feyenoordu projevilo zájem. 10. srpna 2012 Mathijsen podepsal smlouvu s rotterdamským klubem Feyenoord.
V úvodním zápase 4. předkola Evropské ligy 2012/13 23. srpna 2012 se střetl Feyenoord doma se Spartou Praha a hosté vedli po prvním poločase 0:2 góly Václava Kadlece. Joris Mathijsen odehrál na postu stopera celý zápas, v němž Feyenoord dokázal v závěru ještě vyrovnat na konečných 2:2. V pražské odvetě však Feyenoord prohrál 0:2 a do základní skupiny Evropské ligy nepostoupil. Mathijsen odehrál opět celé utkání.

## Reprezentační kariéra

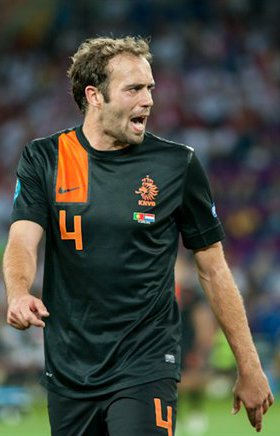
Joris Mathijsen během zápasu Eura 2012 proti Portugalsku 17. června 2012 (POR - NED 2:1).

Mathijsenovy narůstající formy si všiml i reprezentační trenér Marco van Basten. 17. listopadu 2004 debutoval v A-mužstvu Nizozemí při vítězství 3:0 v Andoře. První gól v národním dresu seniorské reprezentace vstřelil Mathijsen 2. října 2006 na stadionu Josy Barthela proti Lucembursku, když v kvalifikačním utkání na Mistrovství Evropy 2008 vstřelil v 18. minutě jediný, vítězný gól zápasu.
Joris Mathijsen se dostal v roce 2006 do výběru Nizozemska pro Mistrovství světa, kde mužstvo vypadlo v osmifinále s Portugalskem po výsledku 0:1.
Zahrál si pod Marco van Bastenem i na Euru 2008, kde Nizozemci podlehli ve čtvrtfinále Rusku 1:3.
Trenér Bert van Marwijk jej nominoval také na Mistrovství světa v roce 2010 v Jihoafrické republice. Mathijsen odehrál v základní sestavě celé úvodní utkání 14. června proti Dánsku, které Nizozemí vyhrálo 2:0. Na turnaji pak dokráčelo až do finále, v němž podlehlo Španělsku 0:1.

### EURO 2012
Mistrovství Evropy 2012 v Polsku a na Ukrajině se Nizozemsku vůbec nezdařilo. Ačkoli bylo po suvérénní kvalifikaci považováno za jednoho z největších favoritů, prohrálo v základní skupině B všechny tři zápasy (v tzv. „skupině smrti“ postupně 0:1 s Dánskem, 1:2 s Německem a 1:2 s Portugalskem) a skončilo na posledním místě. Mathijsen odehrál zápasy s Německem a Portugalskem.

### Reprezentační zápasy a góly
Zápasy Jorise Mathijsena za reprezentační A-mužstvo Nizozemska
| Rok    | Zápasy | Góly |
| ------ | ------ | ---- |
| 2004   | 1      | 0    |
| 2005   | 4      | 0    |
| 2006   | 12     | 1    |
| 2007   | 10     | 1    |
| 2008   | 14     | 1    |
| 2009   | 11     | 0    |
| 2010   | 15     | 0    |
| 2011   | 11     | 0    |
| 2012   | 6      | 0    |
| Celkem | 84     | 3    |

Góly Jorise Mathijsena za reprezentační A-mužstvo Nizozemska
| Gól | Datum        | Stadion                       | Soupeř      | Skóre (min.) | Výsledek | Soutěž                   |
| --- | ------------ | ----------------------------- | ----------- | ------------ | -------- | ------------------------ |
| 010 | 2. 9. 2006   | Stade Josy Barthel, Lucemburk | Lucembursko | 00:1 0(18.)  | 0:1      | kvalifikace na Euro 2008 |
| 02  | 7. 2. 2007   | Amsterdam ArenA, Amsterdam    | Rusko       | 03:1 0(80.)  | 4:1      | přátelské utkání         |
| 03  | 11. 10. 2008 | De Kuip, Rotterdam            | Island      | 01:0 0(15.)  | 2:0      | kvalifikace na MS 2010   |